# Big Girls Don't Cry (canción de The Four Seasons)
«Big Girls Don't Cry» es una canción escrita por Bob Crewe y Bob Gaudio y originalmente grabada por The Four Seasons. Alcanzó el número uno en el   Billboard  Hot 100 el 17 de noviembre de 1962 y, al igual que su predecesor "Sherry", pasó cinco semanas en el posición superior, pero nunca clasificó en las listas de Billboard de fin de año de 1962 o 1963. La canción también llegó al número uno, durante tres semanas, en Billboard's R&B. También fue el segundo sencillo del cuarteto en llegar al número uno en las listas de R&B de Estados Unidos.

## Fondo
Según Gaudio, se estaba quedando dormido mientras veía la película de  John Payne / Rhonda Fleming / Ronald Reagan Socio de Tennessee "cuando Escuché al personaje de Payne abofetear a Fleming en la cara. Después de la bofetada, el personaje de Fleming respondió: "Las chicas grandes no lloran". Gaudio escribió la línea en un trozo de papel, se durmió y escribió la canción a la mañana siguiente. Sin embargo, la línea no aparece en esa película. Según Bob Crewe, estaba durmiendo en su casa de Manhattan con la televisión encendida cuando se despertó y vio a Payne maltratando a Fleming en " Slightly Scarlet", una película negra de 1956 basada en una historia de James M. Cain. La línea se escucha en esa película.
Al igual que "Sherry", "Big Girls Don't Cry" se canta principalmente en falsete. Con esta canción, Four Seasons se convirtió en el primer acto de la era del rock en alcanzar el primer lugar en el Hot 100 con sus dos primeras entradas en las listas (su primer sencillo, "Bermuda" / "Spanish Lace", no apareció en ninguna   Billboard  gráfico en 1961).

## Personal
Créditos parciales.

The Four Seasons
- Frankie Valli - voz principal y palmas
- Tommy DeVito - armonía y coros, guitarra eléctrica y palmas
- Nick Massi - armonía y coros, bajo y palmas
- Bob Gaudio - armonía y coros, piano y palmas

Músico adicionales
- Panama Francis - batería

## Gráficos

### Semanalmente
| Gráfico (1962–63) | Posición pico | Nueva Zelanda ("Lever Hit Parade") | 1 | UK | 13 | EE. UU. Billboard Hot 100 | 1 | EE. UU. Billboard R&B | 1 |

### Gráficos de todos los tiempos
| Gráfico (2018) | Posición | US Billboard Hot 100 | 183 |